# Guerra de trincheiras

Soldados ingleses lutando nas suas trincheiras durante a Batalha do Somme (1916).

Guerra de trincheiras é um tipo de guerra terrestre utilizando linhas ocupadas consistindo principalmente de trincheiras, onde as tropas que lá estão desfrutam de uma posição bem protegida contra ataques de projéteis balísticos inimigos, como armas de fogo pequenas e artilharia. O caso de luta de trincheiras mais conhecido ocorreu na Frente Ocidental da Primeira Guerra Mundial. Este conflito foi marcado pela "guerra parada", consistindo de ataques de baionetas, luta de atrito, cercos e ofensivas inúteis para tentar expulsar o inimigo da sua trincheira.
A guerra de trincheiras durante a Primeira Grande Guerra causou uma revolução em termos de táticas e poder de fogo, para superar as defesas paradas do inimigo. Numa luta de trincheiras, o defensor tem sempre a vantagem. Na Frente Ocidental (1914–1918), ambos os lados do conflito construíram uma série de trincheiras fortificadas e buracos com posições de metralhadoras e armas leves, protegidos por arame farpado, minas-terrestres e outros obstáculos. A área entre as duas linhas de trincheiras era conhecida como "no man's land" (terra de ninguém) e era a região mais exposta ao fogo inimigo. Ataques, bem sucedidos ou não, normalmente resultavam em perdas humanas terríveis.

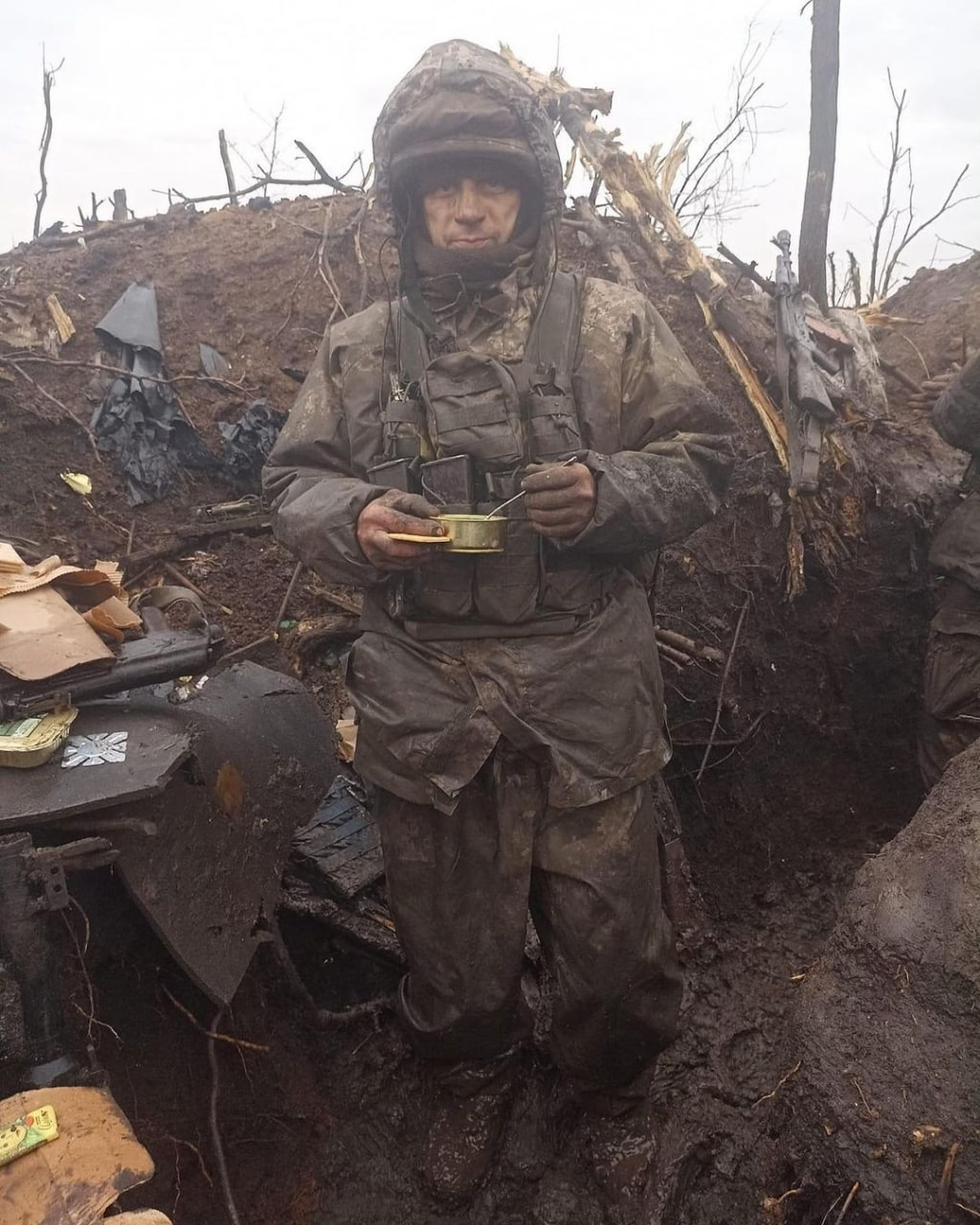
Soldado ucraniano em uma tricnheira durante a Batalha de Bakhmut

O desenvolvimento da guerra mecanizada e de operações de armas combinadas deu início ao declínio da guerra de trincheiras. Levando ao seu declínio após a guerra. Exemplos de guerras de trincheiras observadas pós-Primeira Guerra Mundial incluem a Guerra Irã-Iraque, a Guerra Eritreia-Etiópia de 1998-2000 e a Guerra Russo-Ucraniana.

## Táticas de infantaria

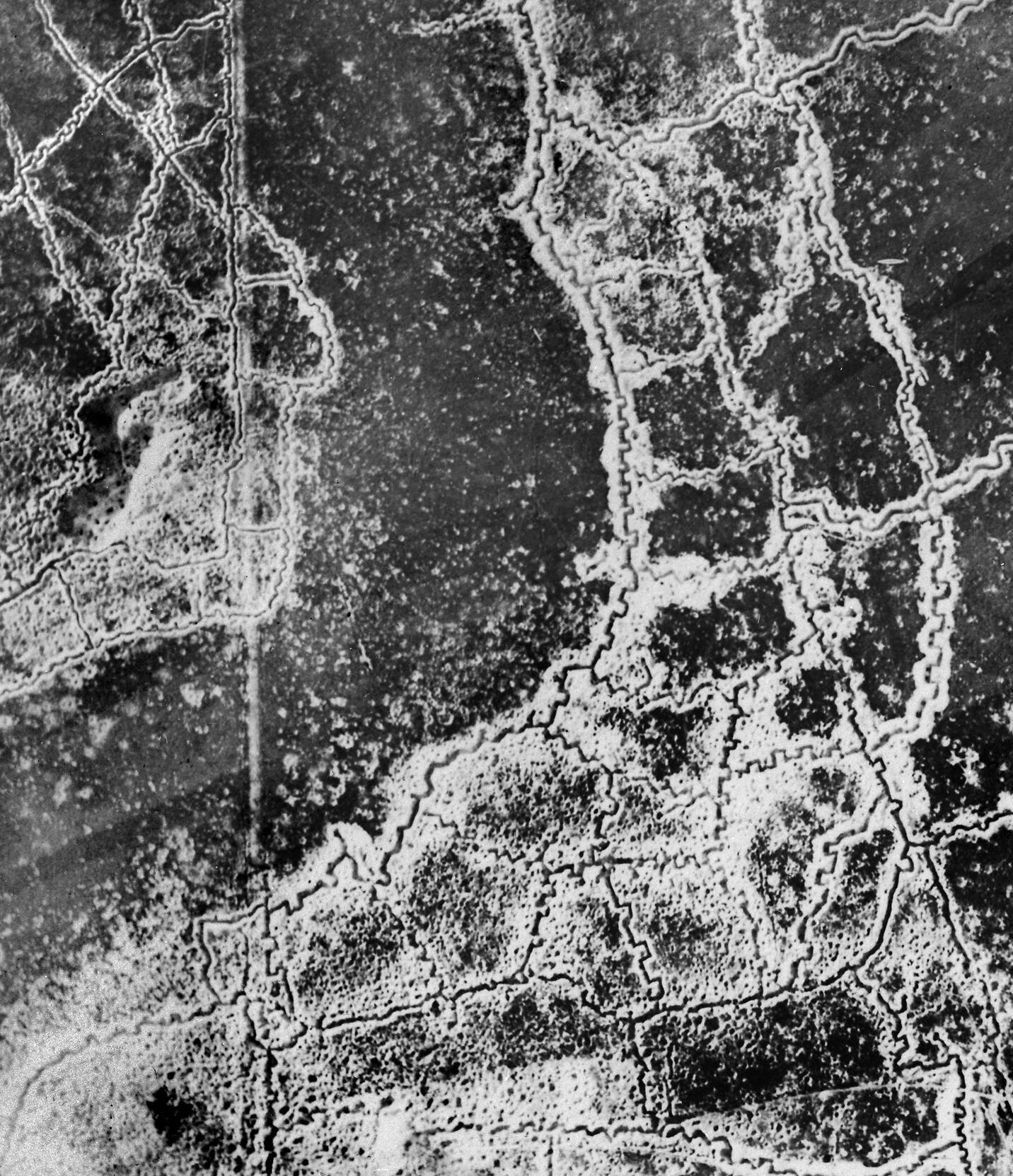
Vista aérea de um sistema de trincheiras durante a Primeira Guerra. As trincheiras ao noroeste são britânicas enquanto aos do sul são alemãs, dividas no meio pela terra de ninguém

No início do século XX a maioria dos chefes militares dava uma grande importância à utilização da infantaria em ataques com baioneta apoiados pela cavalaria e por peças móveis de artilharia. Os oficiais franceses eram grandes adeptos desta táctica e, na Primeira Guerra Mundial, enviaram soldados para o campo de batalha sem equipamento adaptado às trincheiras. Diziam que as precauções defensivas eram desnecessárias se fizessem ataques maciços e suficientemente rápidos.
Estas tácticas foram postas em causa depois dos exércitos terem sofrido pesadas baixas em ataques contra trincheiras defendidas por metralhadoras. Apesar dos bombardeamentos que se faziam antes dos soldados avançarem e do uso de gás e de lança-chamas, a infantaria fracassou na Frente Ocidental nas batalhas que se travaram em 1915.
Só em Amiens, em 1918, quando o coronel John Fuller conseguiu convencer o general Henry Rawlinson a usar 412 tanques de guerra seguidos por soldados e apoiados por 1 000 aviões de combate, é que os aliados conseguiram quebrar as defesas do exército imperial alemão na Frente Ocidental.